# 江連忠
江連 忠（えづれ ただし、1968年9月30日 - ）は、東京都中野区出身のプロゴルファー。自らが主宰する「江連忠ゴルフアカデミー」所属。

## 来歴
少年時代は、出生地である中野区の少年野球クラブに所属し野球に勤しんだ。小学6年生の頃、ゴルフ練習場で宮本留吉に才能を見出されその弟子である棚網良平に指導を受ける。日本大学櫻丘高等学校卒業後はアメリカ合衆国に留学。カナディアンツアー、ミニツアーを転戦する傍ら3年間ドラール・ラーニングセンターにおいてジム・マクリーンから最先端のスウィング理論を取得し日本人初のマスターインストラクターとなった。
1993年、25歳で日本プロゴルフ協会プロテスト合格。以後ツアー競技出場をするとともに師匠から学んだスウィング理論を多くのプロ・アマチュアゴルファーに伝え、1995年頃から自著のほか各ゴルフ雑誌やテレビ番組などメディア露出が増え1996年にはレッスン・オブ・ザ・イヤー（最優秀レッスンプロ）を受賞するなどし、欧米ほど顕著に見られなかった「プロを教えるプロ」の日本における第一人者として知られるようになった。
門下生（所謂「チーム・江連」）として、片山晋呉・桧垣繁正・星野英正・諸見里しのぶ・上田桃子・伊澤利光らを指導したことがある。
自称「スイングおたく」。過去の名ゴルファーをはじめ、多くのプロのスイングを収めたビデオテープを多数所蔵している。
2008年シーズンから自身もツアー競技に本格的に復帰、同年のつるやオープンでは7年ぶりに予選を通過したが、2010年以降はつるやオープン以外のツアー競技への出場がない。
2012年2月に本間ゴルフと用具使用契約を結んだことが明らかにされた。
諸見里しのぶ・上田桃子・堀奈津佳・松森彩夏・山村彩恵等、指導を受けたにもかかわらず結果が出ないなどにより、離れていった選手が数多くいるのも事実である。

## 著書
- 1日1時間1か月でシングルになれる（1995年サンマーク出版 ISBN 4-7631-9121-7）
- 1日1時間1か月でシングルになれる2（1996年サンマーク出版 ISBN 4-7631-9148-9）
- THE FINAL CHECK ゴルフはここだけチェックする 監修：ジム･マクリーン著（1996年ゴルフダイジェスト社 ISBN 4-7728-4963-7）

## 出演番組
- GOLF NOW（1995年　テレビ東京） 番組アシスタント：上原由（うえはらゆかり・プロスキーヤー）、ナレーター：クリス・ペプラー
  - 「The Round Lesson」 - 夫婦や兄弟姉妹ほか一般視聴者男女ペアとラウンドする番組の柱。
  - 「Basic Drill」 - 忠のレッスンコーナー。
  - 「Follow The Wind」 - 主にアメリカの名コースの紹介。
- 江連忠のGRADE.GOLF（サンテレビジョン）
- まつざきしげる&江連忠 DANDY GOLF!（千葉テレビ放送）